# TowerFall
TowerFall ist ein 2D-Arenakampfspiel von Maddy „Matt“ Thorson, das 2013 zunächst exklusiv für die Android-basierte Spielkonsole Ouya erschien. Unter dem Titel TowerFall Ascension erschien es ab 2014 in erweiterter Fassung auch für PlayStation 4, PlayStation Vita, Windows, Linux, Mac OS, Xbox One, 2018 unter dem ursprünglichen Titel schließlich auch für Nintendo Switch. Bis zu vier Spieler treten in Arenakämpfen gegeneinander an. Ziel ist es, alle Gegner mit Hilfe von Pfeil und Bogen auszuschalten.

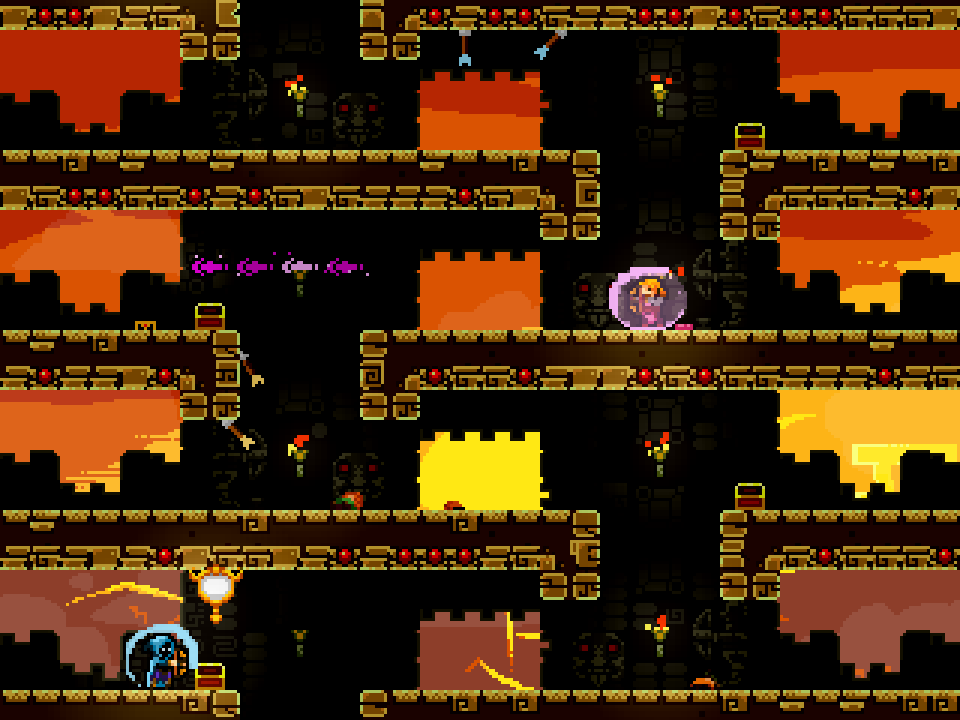
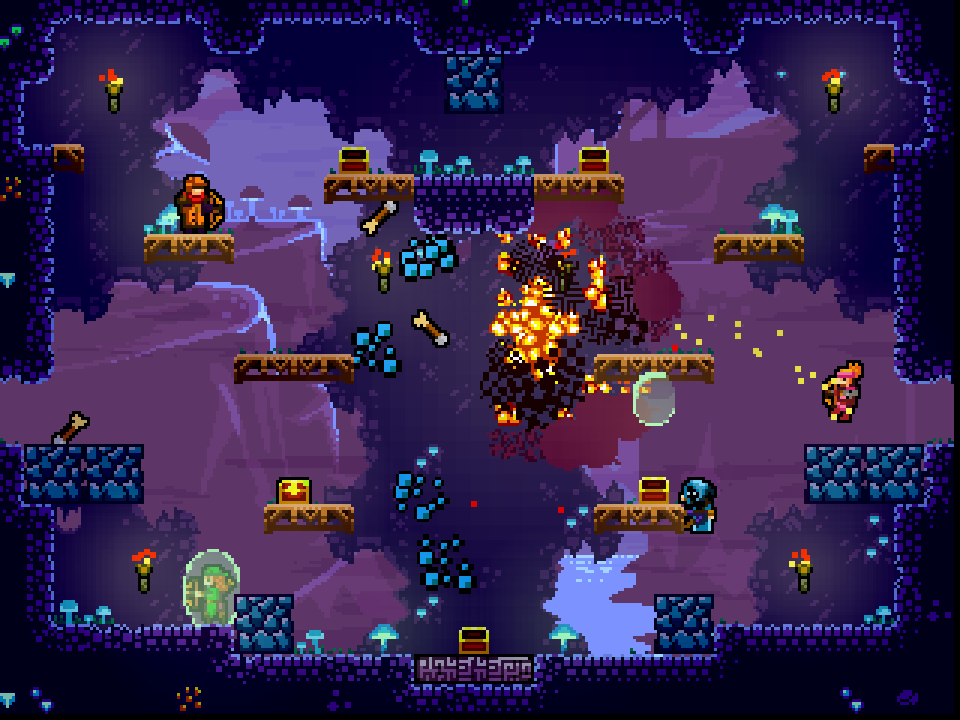

## Rezeption
Das Spiel erhielt positive Wertungen.

“TowerFall: Ascension might not be complicated or feature-rich, but the instant pick-up-and-play fun of its local co-op arena battles make this the best game in the PS4’s fledgling library.”

„TowerFall: Ascension mag vielleicht nicht sehr komplex sein oder umfangreiche Funktionen haben; aber der leichte Einstieg und umgehende Spaßfaktor seiner lokalen Koop-Arenakämpfe machen es zum besten Spiel der noch im Aufbau befindlichen Spielebibliothek der PlayStation 4.“

„Im Couch-Koop oder -Versus der Hit, allein aber schnell mau.“

Auf der Ouya verkaufte das Spiel im ersten Jahr rund 7000 Kopien und galt als einer der erfolgreichsten Titel der Mikrokonsole. Bedeutend höhere Umsätze generierte das Spiel ab 2014 mit der Veröffentlichung über das PlayStation Network (PS4) und Steam (Windows, Linux, Mac OS), wobei die Verkäufe für PlayStation 4 nach Angabe Thorsons den größten Anteil ausmachten. Insgesamt generierte das Spiel bis April 2014 einen Umsatz von etwa 500.000 Euro. Das Online-Spielemagazin Polygon listete es 2013 auf Platz 3 der besten Spiele des Jahres und 2019 auf Platz 24 der besten Spiele des vergangenen Jahrzehnts. Ars Technica listete es 2013 auf Platz 10 der besten Titel des Jahres.